# Gustaf Fredrik Lindmark
Gustaf Fredrik Lindmark, född 26 mars 1784 i Rinna socken, död 14 januari 1857 i Vallerstads socken, var en svensk präst.

## Biografi
Gustaf Fredrik Lindmark föddes 1784 i Rinna socken. Han var son till komministern Seved Lindmark. Lindmark studerade i Linköping och blev höstterminen 1805 student vid Uppsala universitet. Han prästvigdes 19 april 1809 och blev 20 mars 1811 magister vid Greifswalds universitet. Lindmark blev 14 augusti 1813 kollega i Söderköping med tillträde direkt och blev 19 oktober 1816 komminister i Rinna församling med tillträde 1818. Han tog 22 april 1818 pastoralexamen och blev 14 juli kyrkoherde i Vallerstads församling med tillträde 1825. År 1825 var han opponent vid prästmötet och 29 september 1827 blev han prost. Lindmark avled 1857 i Vallerstads socken. En minnesvård utvisar hans vilostad.
Ett porträtt i olja av Lindmark finns bevarat i Vallerstads kyrkas sakristia.

### Familj
Lindmark gifte sig 4 maj 1818 med Sigrid Andrietta Norberg (1794–1865), som var dotter till kyrkoherden Anders Norberg och Sigrid Kolmodin i Söderköping. De fick tillsammans barnen Sigrid Florentina, Anders Seved (1820–1821), Fredrica Wilhelmina (1822–1899), Anna Petronella (1824–1915), Carl Gustaf Lindmark (1826–1892), Sewelina Gustava (1828–1828), Anders Fredrik (1829–1847), Catharina Lovisa (1831–1916), Per Christopher (1833–1908) och Knut Lindmark (1838–1892).